# Grand icosidodécaèdre adouci
 (novembre 2024).
En géométrie, le grand icosidodécaèdre adouci est un polyèdre uniforme non convexe, indexé sous le nom U57.
Ce polyèdre peut être considéré comme un grand icosaèdre adouci.

## Coordonnées cartésiennes
Les coordonnées cartésiennes des sommets d'un grand icosidodécaèdre adouci centré à l'origine sont les permutations paires de
(±2α, ±2, ±2β),
(±(α−βτ−1/τ), ±(α/τ+β−τ), ±(−ατ−β/τ−1)),
(±(ατ−β/τ+1), ±(−α−βτ+1/τ), ±(−α/τ+β+τ)),
(±(ατ−β/τ−1), ±(α+βτ+1/τ), ±(−α/τ+β−τ)) et
(±(α−βτ+1/τ), ±(−α/τ−β−τ), ±(−ατ−β/τ+1)),
avec un nombre pair de signes plus, où
α = ξ−1/ξ
et
β = −ξ/τ+1/τ2−1/(ξτ),
où τ = (1+√5)/2 est le nombre d'or (quelquefois écrit φ) et
ξ est la solution réelle négative de ξ³−2ξ=−1/τ, ou approximativement −1,5488772.
En prenant les permutations impaires des coordonnées ci-dessus avec un nombre impair de signes plus, cela donne une autre forme, l'énantiomorphe de ce polyèdre.